# Ungarische Eishockeyliga 2006/07
Die Saison 2006/07 war die 70. Spielzeit der ungarischen Eishockeyliga, der höchsten ungarischen Eishockeyspielklasse. Meister wurde zum insgesamt achten Mal in der Vereinsgeschichte Alba Volán Székesfehérvár.

## Modus
In der Hauptrunde absolvierte jede der sieben Mannschaften insgesamt 24 Spiele. Die beiden Erstplatzierten der Hauptrunde qualifizierten sich direkt für die Playoffs, während die übrigen fünf Mannschaften anschließend die anderen beiden Playoff-Teilnehmer in einer Qualifikationsrunde ermittelten. Die drei nicht für die Playoffs qualifizierten Mannschaften bestritten anschließend eine Platzierungsrunde um Platz 5. Für einen Sieg nach regulärer Spielzeit erhielt jede Mannschaft drei Punkte, für einen Sieg nach Overtime gab es zwei Punkte, bei einer Niederlage nach Overtime gab es einen Punkt und bei einer Niederlage nach regulärer Spielzeit null Punkte.

## Hauptrunde

### Tabelle
|    | Klub                      | Sp | S  | OTS | OTN | N  | Tore   | Punkte |
| -- | ------------------------- | -- | -- | --- | --- | -- | ------ | ------ |
| 1. | Alba Volán Székesfehérvár | 24 | 22 | 0   | 1   | 1  | 164:33 | 67     |
| 2. | Újpesti TE                | 24 | 18 | 0   | 1   | 5  | 121:63 | 55     |
| 3. | SC Miercurea Ciuc         | 24 | 15 | 1   | 0   | 8  | 101:73 | 47     |
| 4. | Dunaújvárosi Acél Bikák   | 24 | 13 | 0   | 1   | 10 | 85:57  | 40     |
| 5. | Miskolci Jegesmedvék JSE  | 24 | 5  | 3   | 0   | 16 | 58:113 | 21     |
| 6. | Ferencvárosi TC           | 24 | 5  | 1   | 1   | 17 | 68:128 | 18     |
| 7. | Titánok Székesfehérvár    | 24 | 1  | 0   | 1   | 22 | 51:181 | 4      |

Sp = Spiele, S = Siege, U = unentschieden, N = Niederlagen, OTS = Overtime-Siege, OTN = Overtime-Niederlage, SOS = Penalty-Siege, SON = Penalty-Niederlage

## Playoff-Qualifikationsrunde
|    | Klub                     | Sp | S  | OTS | OTN | N  | Tore   | Punkte |
| -- | ------------------------ | -- | -- | --- | --- | -- | ------ | ------ |
| 3. | Dunaújvárosi Acél Bikák  | 24 | 19 | 1   | 1   | 3  | 116:36 | 60     |
| 4. | SC Miercurea Ciuc        | 24 | 20 | 0   | 0   | 4  | 129:65 | 60     |
| 5. | Ferencvárosi TC          | 24 | 9  | 1   | 2   | 12 | 86:100 | 31     |
| 6. | Miskolci Jegesmedvék JSE | 24 | 6  | 2   | 0   | 16 | 69:98  | 22     |
| 7. | Titánok Székesfehérvár   | 24 | 2  | 0   | 1   | 21 | 55:156 | 7      |

Sp = Spiele, S = Siege, U = unentschieden, N = Niederlagen, OTS = Overtime-Siege, OTN = Overtime-Niederlage, SOS = Penalty-Siege, SON = Penalty-Niederlage

## Platzierungsrunde um Platz 5
|    | Klub                     | Sp | S | OTS | OTN | N  | Tore  | Punkte |
| -- | ------------------------ | -- | - | --- | --- | -- | ----- | ------ |
| 5. | Miskolci Jegesmedvék JSE | 4  | 3 | 0   | 0   | 1  | 12:10 | 6      |
| 6. | Ferencvárosi TC          | 4  | 2 | 0   | 2   | 16 | 21:13 | 4      |
| 7. | Titánok Székesfehérvár   | 4  | 1 | 0   | 3   | 21 | 14:24 | 2      |

Sp = Spiele, S = Siege, U = unentschieden, N = Niederlagen, OTS = Overtime-Siege, OTN = Overtime-Niederlage, SOS = Penalty-Siege, SON = Penalty-Niederlage

## Playoffs

### Halbfinale
- Alba Volán Székesfehérvár – SC Miercurea Ciuc 3:0 (4:1, 4:1, 5:0)
- Újpesti TE – Dunaújvárosi Acél Bikák 2:3 (2:3 n. V., 1:3, 5:4 n. P., 3:1, 1:3)

### Spiel um Platz 3
- Újpesti TE – SC Miercurea Ciuc 1:2 (2:4, 8:2, 2:3 n. P.)

### Finale
- Alba Volán Székesfehérvár – Dunaújvárosi Acél Bikák 4:0 (5:1, 1:0, 2:0, 4:3)